# Sokołowo Budzyńskie (przystanek kolejowy)
Sokołowo Budzyńskie – przystanek kolejowy w Sokołowie Budzyńskim, w woj. wielkopolskim, w Polsce, leżący na linii kolejowej nr 354 Poznań POD - Piła Główna.

## Ruch pasażerski
| Rok  | Wymiana pasażerska na dobę |
| ---- | -------------------------- |
| 2017 | 20-49                      |
| 2022 | 20-49                      |